# نيل بارتليت (كاتب مسرحي)
نيل بارتليت (بالإنجليزية: Neil Bartlett)‏ هو مترجم وكاتب وكاتب مسرحي بريطاني، ولد في 1958 في هارتفوردشير في المملكة المتحدة.

## وصلات خارجية
- نيل بارتليت على موقع IMDb (الإنجليزية)
- نيل بارتليت على موقع قاعدة بيانات الفيلم (الإنجليزية)